# 岡山県道234号東片岡宿毛線
岡山県道234号東片岡宿毛線（おかやまけんどう234ごう ひがしかたおかしゅくもせん）は、岡山県岡山市東区を通る一般県道である。

## 概要

### 路線データ
- 起点：岡山県岡山市東区東片岡（岡山県道232号鹿忍片岡神崎線交点）
- 終点：岡山県岡山市東区宿毛（岡山県道28号岡山牛窓線交点）
- 総延長：約2.2 km

## 地理

### 通過する自治体
- 岡山市（東区）

### 交差する道路
| 交差する道路                | 交差する場所 | 交差する場所 |
| --------------------------- | ------------ | ------------ |
| 岡山県道232号鹿忍片岡神崎線 | 東片岡       | 起点         |
| 岡山県道235号橋詰千手線     | 東幸崎       |              |
| 岡山県道28号岡山牛窓線      | 宿毛         | 終点         |

### 沿線
- 岡山市東区役所 朝日市民サービスセンター（起点付近）